# 대한민국 형사소송법 제21조
대한민국 형사소송법 제21조는 기피신청에 대한 재판에 대한 형사소송법의 조문이다.

## 조문
제21조(기피신청에 대한 재판) ① 기피신청에 대한 재판은 기피당한 법관의 소속법원합의부에서 결정으로 하여야 한다.

②기피당한 법관은 전항의 결정에 관여하지 못한다.

③기피당한 판사의 소속법원이 합의부를 구성하지 못하는 때에는 직근 상급법원이 결정하여야 한다.

## 같이 보기
- 경합범
- 공범